# Скиннер, Стефен
Стефен Скиннер (англ. Stephen Skinner; родился 22 марта 1948 года) — австралийский писатель, редактор, издатель и лектор. Известен как автор книг по магии, фен-шуй, сакральной геометрии и алхимии. Опубликовал более 46 книг на более чем 20 языках. Доктор философии (Ph.D.) по направлению классические исследования.

## Ранний период жизни и образование
Стефен Скиннер родился в Сиднее, Австралия, в марте 1948 года, и жил там до 1972 года. С 1959 по 1964 год посещал подготовительную школу Тринити (Стратфилд)  и Сиднейскую среднюю школу, получил диплом с отличием первого класса по английскому языку и с отличием по географии. Получил степень бакалавра искусств в Сиднейском университете с 1965 по 1968 год по специальности английская литература и география, а также философия (греческая философия и формальная логика).
В 1967 году учредил и выступил редактором для двух подпольных журналов: «Lucifer» и «Chaos». Проработал один год в отделе разведки Министерства торговли и промышленности (1969 год), после чего интерес к фондовому рынку привел его к тому, что он стал работать полный рабочий день в качестве менеджера портфеля проектов. После преподавал как магистр географии в колледже Св. Джозефа, Хантерс-Хилл, Сидней (1970 год), а затем стал преподавателем географии в Сиднейском техническом колледже (ныне Технологический университет) в 1971-1972 годах.
Получил степень Ph.D. по направлению классические исследования в Школе гуманитарных и социальных наук Ньюкаслского университета (Австралия) в 2014 году за диссертацию о передаче магических методов и оборудования из греко-египетских магических папирусов (I-V века н.э.) через византийский магический трактат «Гигромантия» (др.-греч. Ὑγρομαντεία) в гримуары Западной Европы XVI-XVIII веков, в частности «Clavicula Salomonis». Позже эта диссертация была преобразована в две книги: «Методы греко-египетской магии» и «Методы соломоновой магии».

## Карьера
Переехал в Лондон в декабре 1972 года, где чередовал занятость в издательстве книг и журналов с компьютерным программированием. В 1973 году основал Askin Publishers Ltd и стал ее управляющим директором, компания занималась изданием магических произведений доктора Джона Ди, Корнелиуса Агриппы, Парацельса, Остина Османа Спейра и Алистера Кроули. В 1998 году запустил и опубликовал журнал «Фен-шуй для современной жизни» (англ. «Feng Shui for Modern Living»). Скиннер организовал и провел Лондонскую международную конференцию по фэн-шуй (спонсируемую газетой Daily Express) в выставочном центре Ислингтона в Лондоне 21–23 мая 1999 года.
В 2000 году был номинирован на премию PPA Awards в Лондоне в номинации «Издатель года» за журнал «Feng Shui for Modern Living». Перед отъездом из Лондона Скиннер основал Golden Hoard Press Pte. Ltd, книгоиздательскую компанию, специализирующуюся на публикации классических произведений по магии и фэн-шуй, которая начала публикацию серии «Источники по церемониальной магии» (англ. «Source Works of Ceremonial Magic») вместе с соавтором Дэвидом Ранкином.
В 2003 году переехал в Джохор-Бару в Малайзии, чтобы ему было сподручнее заниматься исследованием фэн-шуй. В 2004 году Скиннер помог основать Международную ассоциацию фэн-шуй в Сингапуре. Впоследствии прочитал ряд лекций на ежегодных съездах этой ассоциации. На 27-й Международной конференции И-Цзин 14 ноября 2015 года в Сингапуре Скиннер прочитал лекцию о гексаграммах и фэн-шуй империи Сун. В апреле 2018 года перезапустил в онлайн-формате журнал «Feng Shui for Modern Living Magazine», опубликовав избранные статьи из 30 оригинальных изданий в Первом Томе, вместе с новыми статьями во Втором Томе. В 2010 году Стефен женился на Наваните Дас и переехал в Сингапур, где и проживал до настоящего времени.

## Сочинения
Скиннер - автор книг по западной эзотерической традиции, магии и фен-шуй. Его первой книгой (в соавторстве с доктором Невиллом Друри) стала работа «Поиск Абраксаса» (англ. «Search for Abraxas»), опубликованная в 1972 году и впоследствии переизданная в 2013 и 2016 годах. Благодаря публикации книги «Руководство по фен-шуй живой земли» (англ. «Living Earth Manual of Feng Shui») в 1976 году, первой книги по фэн-шуй на английском языке, написанной в XX веке, Скиннеру приписывают «распространение фэн-шуй на Западе».
В 2006 году опубликовал «Полное собрание таблиц мага» (англ. «The Complete Magician's Tables»), в которой содержатся  таблицы по магии, каббале, ангелам, астрологии, алхимии, демонам, геомантии, гримуарам, гематрии, и-цзин, Таро, языческим пантеонам, растениям, благовониям и соответствию мифологических персонажей, всего таблиц более чем 800.
В 2008 году завершил «Путеводитель по компасу фен-шуй» (англ. «Guide to the Feng Shui Compass»), наиболее подробное исследование колец китайского луобаня. В обзоре этой книги в недавнем синологическом академическом журнале рецензент заявил: 

«Стефен Скиннер, вероятно, самый важный западный ученый, серьезно относящийся к науке фэн-шуй. За последние несколько десятилетий он внес важный вклад в прояснение довольно расплывчатого образа, от которого страдает фэн-шуй на Западе»Оригинальный текст (англ.)"Stephen Skinner is probably the most important Western scholar taking the science of Feng shui seriously. In the past few decades he has made important contributions to clarifying the rather vague image from which Feng shui suffers in the West".
Затем в 2013 году последовала публикация «Истории фэн-шуй: история классического фэн-шуй в Китае и на Западе с 221 г. до н.э. по 2012 г. н.э.» (англ. «Feng Shui History: the story of Classical Feng Shui in China and the West from 221 BC to 2012 AD»).
В 2011 году завершил редактирование и исправление текста (используя оригинальные рукописи) «Истинное и верное повествование о том, что на протяжении многих лет происходило между доктором Джоном Ди ... и некоторыми Духами» (англ. «Dr John Dee's A True & Faithful Relation of what passed for many years between Dr. John Dee...and some Spirits»). Эта работа была опубликована как «Духовные дневники Джона Ди (1583-1608)» (англ. «Dr John Dee's Spiritual Diaries (1583-1608)») в 2011 году. Помимо оригинальных работ, отредактировал ряд манускриптов XVI-XVIII веков по магии, впервые сделав их доступными для печати в серии «Sourceworks of Ceremonial Magic».
«Periplus» заключил с ним контракт на написание специального иллюстрированного издания по фен-шуй «Стиль фен-шуй» (англ. «Feng Shui Style»). Скиннер основал консультационную фирму по фен-шуй как для иммигрантов, так и для местной китайской общины в Сингапуре и Малайзии. Там он продолжил писать книги по магии и издавать серию «Source Works of Ceremonial Magic». Первым томом этой серии стала книга «Практическая ангельская магия из енохианских таблиц доктора Джона Ди» (англ. «The Practical Angel Magic of Dr. John Dee's Enochian Tables»), открывающая двери в ангельскую магию XVII века. Затем последовали «Ключ к вратам магии» (англ. «The Keys to the Gateway of Magic») и «Гоетия Доктора Радда» (англ. «The Goetia of Dr Rudd») — версия XVII века четырех книг «Лемегетон» (англ. «Lemegeton»), также известного как «Малый ключ Соломона» (англ. «Lesser Key of Solomon»). В следующей книге серии были изданы три рукописи одного из самых известных гримуаров — «Истинный ключ Соломона» (англ. «The Veritable Key of Solomon»).
Скиннер написал более 34 изданных полноформатных книг, еще 12 отредактировал и представил, в общей сложности, более 46 книг, в основном по магии и фэн-шуй, а также несколько других по алхимии, астрологии и сакральной геометрии.
Среди его издателей — Periplus, Routledge, Tuttle, Salamander, Llewellyn Worldwide, Sterling, Nicholas Hayes, Penguin, Ibis Press, Simon & Schuster, Inner Traditions, Golden Hoard, Haldane Mason, Parragon, Cico, Trafalgar и т.д.
Его книги были переведены более чем на 20 языков и выходят во многих отдельных английских изданиях в Великобритании, США, Австралии, Канаде, Южной Африке, Индии и Сингапуре, всего более 90 различных изданий. Вступления к его книгам были написаны совершенно различными деятелями, такими как Колин Уилсон и Джимми Чу.

### Книги о магии, Западной эзотерической традиции
- The Search for Abraxas (в соавторстве с доктором Невиллом Друри[англ.]) – Neville Spearman 1972, Salamander 2013, Golden Hoard 2016, ISBN 978-0-9932042-4-1
- Techniques of High Magic (в соавторстве с Френсисом Кингом[англ.][24]) – Daniels 1976, Inner Traditions 1981, Affinity 2005, Golden Hoard 2016, ISBN 978-0-993204234
- The Oracle of Geomancy: Techniques of Earth Divination - Prism, Devon, 1987, ISBN 978-0907061823
- Terrestrial Astrology: Divination by Geomancy - Law Book, Sydney, 1980, ISBN 978-0710005533[25]
- Nostradamus: Prophecies of the World's Greatest Seer : Prophecies Fulfilled and Predictions for the Millennium & Beyond (в соавторстве с Френсисом Кингом[англ.]) - Carlton, London, 1994, ISBN 978-0312112028
- Millennium Prophecies: Predictions For The Year 2000 And Beyond - Carlton, London, 1994, ISBN 978-1858680347
- Practical Angel Magic of Dr John Dee's Enochian Tables (в соавторстве с Дэвидом Рэнкином) - Golden Hoard, Llewellyn 2004, ISBN 978-0-9547639-0-9
- The Keys to the Gateway of Magic (в соавторстве с Дэвидом Рэнкином) – Golden Hoard, Llewellyn 2005, ISBN 978-0-9547639-1-6
- Sacred Geometry - Gaia Books / Sterling Publishing 2006, ISBN 978-1-4027-6582-7[26]
- Clavis Inferni: the Grimoire of Saint Cyprian (в соавторстве с Дэвидом Рэнкином) – Golden Hoard 2009, ISBN 978-0-9557387-1-5
- The Goetia of Dr Rudd: Liber Malorum Spirituum (в соавторстве с Дэвидом Рэнкином) – Golden Hoard 2009, ISBN 978-0-955738715.
- Geomancy in Theory & Practice – Golden Hoard, Llewellyn 2011, ISBN 978-0-9557387-0-8
- Veritable Key of Solomon (в соавторстве с Дэвидом Рэнкином) – Golden Hoard, Llewellyn 2011, ISBN 978-0-9557387-6-0
- Dr John Dee's Spiritual Diaries (1583-1608): the revised edition of ‘A True & Faithful Relation of what passed between Dr John Dee & some Spirits’ - Golden Hoard 2011, ISBN 978-0-9557387-8-4.
- Key to the Latin of Dr John Dee's Spiritual Diaries (1583-1608) - Golden Hoard 2012, ISBN 978-0-9568285-5-2
- Sepher Raziel also known as Liber Salomonis a 1564 English Grimoire (в соавторстве с Дон Карром) - Golden Hoard 2010, ISBN 978-0-9557387-3-9[27]
- Techniques of Graeco-Egyptian Magic - Golden Hoard, Llewellyn, 2014, ISBN 978-0-9568285-6-9
- Techniques de Magie Greco-Egyptienne Magic - Editions Alliance Magique, 2017, ISBN 978-2-3673602-4-9
- Techniques of Solomonic Magic - Golden Hoard, Llewellyn 2015, ISBN 978-9810943103
- The Complete Magician's Tables – 5th edition - Golden Hoard, Llewellyn 2015, ISBN 978-0-9547639-7-8
- A Cunning Man's Grimoire (в соавторстве с Дэвидом Рэнкином) – Golden Hoard, Llewellyn 2018, ISBN 978-1912212101
- The Clavis or Key to Unlock the Mysteries of Magic by Rabbi Solomon translated by Ebenezer Sibley (в соавторстве с Дэниэл Кларк) – Golden Hoard, Llewellyn 2018, ISBN 978-1912212088
- Ars Notoria (в соавторстве с Дэниэл Кларк) – Golden Hoard, Llewellyn, 2019, ISBN 978-1912212033
- Ars Notoria the Method – Golden Hoard, Llewellyn, 2021, ISBN 978-1912212286

### Книги под редакцией и предисловия
- The Magical Diaries of Aleister Crowley (редактура и введение) - Red Wheel Weiser/ Spearman, London, 1996, ISBN 978-0877288565
- Agrippa's Fourth Book of Occult Philosophy (редактура и введение) - Ibis Books, Lake Worth, 2005, ISBN 978-0892541003
- The Archidoxes of Magic (редактура и введение) - Ibis Books, Lake Worth, 2005, ISBN 978-0892540976
- Michael Psellus on the Operation of Daemons (редактура и введение) - Golden Hoard, Singapore, 2010, ISBN 978-0738723549
- The Voynich Manuscript: The Complete Edition of the World's Most Mysterious and Esoteric Codex (написано предисловие) - Watkins, London, 2017, ISBN 978-1786780775[28]
- Both Sides of Heaven: Essays on Angels, Fallen Angels and Demons (написанное эссе) - Avalonia 2009, ISBN 978-1905297269
- Climbing the Tree of Life: A Manual of Practical Magickal Qabalah by David Rankine (написано предисловие) - Avalonia 2005, ISBN 978-1905297061
- Collection of Magical Secrets by David Rankine & Paul Harry Barron (редактура и введение) - Avalonia 2009, ISBN 978-1905297207
- Complete Enochian Dictionary: A Dictionary of the Angelic Language by Don Laycock (редактура и введение) - Askin 1978, Weiser 2001, ISBN 978-1578632541
- Splendor Solis: The World's Most famous Alchemical Manuscript (введение и комментарии) - Watkins, London, 2018, ISBN 978-1786782052
- Aleister Crowley's Four Books of Magic (редактура и введение) - Watkins, London, forthcoming late 2021.

### Книги по фен-шуй
- Flying Star Feng Shui - Tuttle, 2002, ISBN 978-0804834339[29]
- Guide to the Feng Shui Compass: a Compendium of Classical Feng Shui – Golden Hoard, Llewellyn 2008, ISBN 978-0-9547639-9-2
- Feng Shui History: the story of Classical Feng Shui in China and the West from 221 BC to 2012 AD – Golden Hoard, Llewellyn 2013, ISBN 9780956828552
- Advanced Flying Star Feng Shui - Golden Hoard/Llewellyn 2015, ISBN 978-1912212057
- The Living Earth Manual of Feng Shui – RKP, Penguin, Arkana, Brash 1976, 1981, 1991, 2006, ISBN 978-9971947330[30]
- KISS Guide to Feng Shui (Keep It Simple Series) - DK, London, 2001, ISBN 978-0789481474
- Feng Shui: The Traditional Oriental Way To Enhance Your Life - Parragon, London, 2002, ISBN 978-0752562384
- Feng Shui: The Traditional Oriental Way (boxed set with mini luopan - Parragon, London, 2002, ISBN 978-0752542140
- Feng Shui Style: The Asian Art of Gracious Living - Periplus, Singapore, 2004, ISBN 978-0794602314[31]
- The Water Dragon – Golden Hoard/CreateSpace 2016, ISBN 978-1533506894
- The Original Eight Mansions Formula – Golden Hoard/CreateSpace 2016, ISBN 978-1533507488
- The Key San He Feng Shui Formulas – Golden Hoard/CreateSpace 2016, ISBN 978-1533517579
- The Mountain Dragon – Golden Hoard/CreateSpace 2016, ISBN 978-1533517654
- Tibetan Oracle Pack - Carroll & Brown 2005, ISBN 978-1904760047